# Víctor Soler Beneyto
Víctor Soler Beneyto (Gandia, 24 d'octubre, 1980) és un polític valencià, diputat a les Corts Valencianes en la IX i XI legislatura.

## Biografia
És llicenciat en Ciències polítiques i de l'administració per la Universitat de València i diplomat en Gestió i administració pública per la Universitat Jaume I.
Militant del Partit Popular de la Comunitat Valenciana (PP), de 2007 a 2012 fou president de Nuevas Generaciones a Gandia. De 2010 a 2011 fou assessor de la consellera Isabel Bonig en la seua etapa al capdavant d'Infraestructures, Territori i Medi Ambient al Consell de la Generalitat Valenciana presidit per Francisco Camps en un primer moment i després per Alberto Fabra.
A les eleccions municipals espanyoles de 2011 fou escollit regidor de l'ajuntament de Gandia, on també ha estat primer tinent d'alcalde, portaveu del grup municipal popular i regidor d'administració i coordinació de govern.
Des de 2012 és secretari general del PPCV de Gandia i vocal del Comitè executiu regional. El setembre de 2015 va substituir en el seu escó Manuel Llombart Fuertes, elegit diputat a les eleccions a les Corts Valencianes de 2015.
El 2021 va accedir a la presidència de l'executiva local del PP a Gandia i un any més tard va renunciar a ser el candidat a l'alcaldia de Gandia en favor de l'exconseller Juan Carlos Moragues. Soler va ocupar el quart lloc a les llistes del PP a les eleccions municipals de 2023 obtenint l'acta de regidor. També el 2023, a les eleccions a les Corts Valencianes, va obtindre l'acta de diputat i va ser elegit secretari primer de la Mesa de les Corts.